# Île Karaguinski
L'île Karaguinski (en russe : Карагинский остров, Karaguinski ostrov) est une île du golfe Karaguinski, dans l'Ouest de la mer de Béring. Elle est séparée de la péninsule du Kamtchatka par le détroit de Litke dont la largeur varie entre 27 km et 73 km.

## Géographie
Le cap de Semenov, sur la côte occidentale de l'île, est séparé de l'isthme de Kosa Kostroma par le détroit de Litke. Cet isthme est formé d'un cordon littoral de la péninsule du Kamchatka. Les deux points sont distants de 27 km. L'île s'étend sur 1 936 km2. Elle est longue de 107 km et sa plus grande largeur atteint 37 km. Le point culminant de l'île est le mont Sakonoval, à 912 m d'altitude. L'île est essentiellement couverte par la toundra, avec des pins nains, des bouleaux, des cèdres et des sorbiers. Elle est très fleurie en été.

## Population
Traditionnellement, des Koryaks ont vécu sur l'île. Des éleveurs de rennes migrants séjournent encore dans des abris temporaires sur l'île. Ils peuvent marcher jusqu'à l'île car le golfe du Karaga est gelé de décembre à juin. L'île est populaire auprès des touristes qui apprécient sa faune. L'île est protégée par la convention de Ramsar.

## Administration
Sur le plan administratif, l'île Karaguinski dépend du kraï du Kamtchatka de la Russie.